# Украинцев, Вадим Владимирович
Вадим Владимирович Украинцев (род. 24 марта 1966, Дедовск) — советский и российский спортсмен-кикбоксер, Чемпион Мира, двукратный Чемпион Европы, трехкратный Чемпион СССР по кикбоксингу, вице-президент Всемирной Ассоциации Кикбоксинга Организаций WAKO, почетный президент Федерации кикбоксинга России, Первый вице-президент Федерации кикбоксинга Московской области, Лучший тренер года, Заслуженный тренер России.

## Краткая биография
Уроженец города Дедовска, Московской области. Единоборствами (самбо) начал заниматься в возрасте 12 лет. После двух лет занятий одерживает первую победу в чемпионате Московской области среди молодежи по самбо.
Позже начинает заниматься каратэ. Участвует в соревнованиях, и в 1982 году выигрывает чемпионат Москвы среди молодежи по каратэ.
С 1989 увлекся кик-боксингом, начинает заниматься у тренера В. Н. Клещёва. Участвовал в чемпионатах и турнирах по кик-боксингу. Три раза подряд становился чемпионом Москвы, дважды призёром всесоюзных турниров, а также чемпионом Союза, СНГ, России и Азии. На чемпионате Европы среди любителей занял второе место, а после победы на чемпионате Мира среди любителей (1993 г.) полностью ушёл в профессиональный кик-боксинг. Дважды становится чемпионом Европы среди профессионалов (1995—1996 гг.). Встречался с такими именитыми спортсменами как: Ричард Хилл по прозвищу «Аллигатор» (пятикратный чемпион Мира по кик-боксингу), Доном Вилсоном (десятикратный чемпион Мира по кик-боксингу).
В результате переговоров между Российской профессиональной лигой «Китэк С» и крупнейшей международной организации кик-боксинга ИСКА 8 февраля 1992 года на ринге ЦСКА принял участие в бою за звание чемпиона Мира среди профессионалов, противник — трёхкратный чемпион Мира американец Ричард Хилл. Исходом этого поединка стала «ничья». 16 мая того же года в Москве (СК «Олимпи́йский») была проведена повторная встреча, на этот раз Ричард Хилл одержал победу. На поединке присутствовал знаменитый американский актер Чак Норрис.
В настоящее время Вадим Украинцев возглавляет Федерацию Кик-боксинга России, является первым Вице-президентом Федерации Московской области, вице-президент WAKO мира. А также, курирует спортивный клуб по кик-боксингу «Профи-спорт» в городе Дедовске, где любой мальчишка может прийти и воочию увидеть легендарного чемпиона Мира по кик-боксингу.

## Интересные факты
- Вадим говорит: «Чтобы стать чемпионом, надо уметь проигрывать…»
- Своим фирменным приёмом в кик-боксинге считает так называемую «вертушку» (удар ногой с разворота).
- В 1998 году Вадим Украинцев сыграл небольшую роль телохранителя криминального авторитета «Монарха» в фильме «Классик».